# Małgorzata Stępniewska
Małgorzata Katarzyna Stępniewska – polska geograf, dr hab. nauk ścisłych i przyrodniczych, adiunkt Wydziału Geografii Społeczno-Ekonomicznej i Gospodarki Przestrzennej Uniwersytetu im. Adama Mickiewicza w Poznaniu.

## Życiorys
W 2010 r. obroniła pracę doktorską pt. Geograficzne uwarunkowania porządkowania gospodarki ściekami komunalnymi na terenach wiejskich województwa wielkopolskiego, której promotorem był prof. Andrzej Mizgajski, w 2019 r. habilitowała się na podstawie pracy zatytułowanej Potencjał świadczeń ekosystemowych do wdrożenia w zarządzaniu środowiskiem. Została zatrudniona na stanowisku adiunkta na Wydziale Geografii Społeczno-Ekonomicznej i Gospodarki Przestrzennej Uniwersytetu im. Adama Mickiewicza w Poznaniu.
Jest członkiem Rady Dyscypliny Naukowej –  Geografii Społeczno-Ekonomicznej i Gospodarki Przestrzennej Uniwersytetu im. Adama Mickiewicza w Poznaniu.